# Boogie Woogie Company
Die Boogie Woogie Company ist eine deutsche Jazzband. Das seit 1964 bestehende Quartett gilt „als Ausgangspunkt der Boogie-Woogie-Renaissance in Deutschland.“

## Geschichte
Im Sommer 1964 verabredeten sich im Kölner Kintopp-Saloon der Boogie-Woogie-Pianist Leo von Knobelsdorff und der Jazzgitarrist Ali Claudi nebst Rhythmusgruppe zu einer Jamsession über Boogie Woogie.
Sie gründeten dann die Boogie Woogie Company, die später durch den Bassisten Heinz Grah und den Schlagzeuger Kalle Hoffmeister komplettiert wurde. Die Band konzertierte bald auch international und trat auf Festivals wie dem Comblain Jazz Festival, den Berliner Jazztagen, dem Frankfurter Jazzfestival, der Internationalen Jazzwoche Burghausen, den Jazzfestivals Maastricht und Lüttich sowie den Leverkusener Jazztagen auf.
Anfang der 1970er Jahre erschienen ihre ersten beiden Schallplatten bei EMI, von denen damals 80.000 Stück verkauft wurden – für eine deutsche Jazzformation eine außergewöhnliche hohe Zahl.
Nach dem Tod Ali Claudis als federführende Kraft der Formation sind weitere Aktivitäten nicht zu erwarten.

## Diskographie
- 1971 Live for Dancing (Electrola)
- 1973 Our Blue Boogie Soul (Electrola)
- 1993 Let ’Em Jump (Deutsche Austrophon)
- 1995 Keep It Rolling (Deutsche Austrophon)
- 2004 Let the Good Times Roll
- 2015 Live mit Gästen

## Lexikalische Einträge
- Jürgen Wölfer: Jazz in Deutschland. Das Lexikon. Alle Musiker und Plattenfirmen von 1920 bis heute. Hannibal, Höfen 2008, ISBN 978-3-85445-274-4.